# Lisbon (Juneau)
Lisbon es un pueblo ubicado en el condado de Juneau en el estado estadounidense de Wisconsin. En el Censo de 2010 tenía una población de 912 habitantes y una densidad poblacional de 12,48 personas por km².

## Geografía
Lisbon se encuentra ubicado en las coordenadas 43°51′22″N 90°7′56″O / 43.85611, -90.13222. Según la Oficina del Censo de los Estados Unidos, Lisbon tiene una superficie total de 73.09 km², de la cual 72.95 km² corresponden a tierra firme y (0.19%) 0.14 km² es agua.

## Demografía
Según el censo de 2010, había 912 personas residiendo en Lisbon. La densidad de población era de 12,48 hab./km². De los 912 habitantes, Lisbon estaba compuesto por el 96.49% blancos, el 0.33% eran afroamericanos, el 0.55% eran amerindios, el 1.75% eran asiáticos, el 0% eran isleños del Pacífico, el 0% eran de otras razas y el 0.88% pertenecían a dos o más razas. Del total de la población el 0.55% eran hispanos o latinos de cualquier raza.